# Улица Синяева
У́лица Синя́ева (прежние название: Матрёнинская, Рабочего Слонова) — улица в жилом районе «ВИЗ» Верх-Исетского административного района Екатеринбурга, одна из старейших улиц посёлка Верх-Исетского завода.

## Происхождение и история названий
До революции 1917 года улица носила название Матрёнинская. В 1921 году улица получила название Рабочего Слонова, о котором никаких сведений не сохранилось. В 1929 году улицу переименовали, дав ей современное название Синяева в честь рабочего-революционера Верх-Исетского завода Сергея Артамоновича Синяева, активного организатора Красной гвардии, погибшего в бою под Сылвинским заводом в 1918 году.

## Расположение и благоустройство
Улица Синяева проходит с востока на запад между улицами Кирова и Нагорной. Улица начинается от улицы Мельникова и заканчивается у улицы Красноуральской. Пересекается с улицами Токарей и Сухорукова (прямых выходов на эти улицы не имеет). Примыканий к улице нет.
Протяжённость улицы составляет около 750 метров. Ширина проезжей части — по одной полосе в каждую сторону движения. Светофоров и нерегулируемых пешеходных переходов на протяжении улицы нет.

## История
Улица появилась ещё в XVIII веке. Её возникновение было связано с инициативой владельца Верх-Исетского завода графа Романа Ларионовича Воронцова, предложившего в 1766 году поселить на заводе 44 крестьянские семьи из Матрёнинской волости села Андреевского (Владимирская губерния). Эти крестьяне Матрёнинской волости и выстроили улицу. Трассировка улицы показана на плане Екатеринбурга 1788 года.
От жилой застройки улицы остался лишь один многоэтажный панельный жилой дом 1968 года постройки. Другие здания, выходящие фасадами на улицу Синяева, приписаны к соседним улицам. Южную сторону первого квартала улицы занимают хозяйственные корпуса завода «Уралкабель».
В  ходе расширения улицы Татищева на улицу Синяева 58 был перенесен деревянный одноэтажный дом с хозяйственными постройками и воротами является образцом деревянной застройки Верх-Исетского посёлка начала XX века с элементами декора в стиле "модерн".

## Транспорт

### Наземный общественный транспорт
Движение общественного транспорта по улице не осуществляется. Ближайшие к улице остановки общественного транспорта — «Крылова», «Кирова» и «Уралкабель» :

### Ближайшие станции метро
Действующих станций метро поблизости нет. В 300 метрах к югу от первого квартала улицы планировалось открыть станцию 2-й линии Екатеринбургского метрополитена  «Татищевскую». Однако из-за отсутствия финансирование строительство отложено на неопределенный срок.